# Tony Fields II
Tony Fields II (Las Vegas, 18 giugno 1999) è un giocatore di football americano statunitense che milita nel ruolo di linebacker per i Cleveland Browns della National Football League (NFL).

## Carriera

### Cleveland Browns
Fields al college giocò a football all'Università dell'Arizona (2017-2019) e alla West Virginia University (2020). Fu scelto nel corso del quinto giro (153º assoluto) nel Draft NFL 2021 dai Cleveland Browns. Nella settimana 3 mise a segno il suo primo tackle contro i Chicago Bears. La sua stagione da rookie si concluse con 4 placcaggi in 10 presenze, nessuna delle quali come titolare.